# Загуменний Дмитро Миколайович
Загуменний Дмитро Миколайович (нар. 22 серпня 1988, м. Бровари, Київська область) — юрист, керівник апарату Київської міської державної адміністрації з 9 жовтня 2018 року.

## Освіта
З 2005 до 2010 року навчався у Національній академії внутрішніх справ, отримав диплом за спеціальністю "юрист”.
У 2015 році закінчив Національну академію державного управління при Президентові України та отримав диплом магістра.

## Кар'єра
Кар'єрний шлях розпочав у 2010 році з посади юрисконсульта у комунальному підприємстві "Бровари-землеустрій" Броварської міської ради.
У 2011 став спеціалістом І категорії, юристом відділу планування та бухгалтерського обліку Управління житлово-комунального господарства Броварської міської ради.
У липні 2013 року був призначений начальником юридичного управління громадської організації "Федерація змішаних єдиноборств ММА України".
У червні 2014 року призначений на посаду першого заступника голови та тимчасового виконувача обов’язків голови Баришівської районної державної адміністрації.
У грудні 2015 року став радником Міністра Кабінету Міністрів, а в січні 2016 — заступником начальника управління взаємодії з Верховною Радою України, завідувачем сектора зв'язку з народними депутатами України та експертно-аналітичної роботи департаменту забезпечення взаємодії з Верховною Радою України та регіонами Секретаріату Кабінету Міністрів України.
У серпні 2016 року став заступником начальника відділу з навчальної та виховної роботи управління освіти та інноваційного розвитку Печерської РДА.
У листопаді 2016 року був призначений першим заступником голови Печерської РДА.
З 9 жовтня 2018 року працює на посаді керівника апарату Київської міської державної адміністрації.

## Допомога Збройним Силам України
Дмитро Загуменний координує роботу комунального підприємства «Автотранспортне підприємство міста Києва» («АТП КМДА»), яке переформатувало свою роботу для можливості ремонтувати та відновлювати техніку для потреб Збройних Сил України.
Протягом 2024–2025 років фахівці «АТП КМДА» відремонтували та повернули військовим понад 20 автомобілів. За словами Дмитра Загуменного, підприємство виконує ремонт відповідно до запитів військових, які найкраще розуміють потреби на фронті. 
У червні 2024 року «АТП КМДА» відновило мікроавтобус Ford для перевезення боєприпасів і продовольства, а також карету швидкої допомоги для евакуації поранених. Транспортні засоби мали суттєві технічні пошкодження, зокрема у ходовій частині, паливній системі та двигуні. Фахівці підприємства провели ремонт, заміну мастила, пофарбували корпуси та здійснили очищення салону.
У квітні 2025 року підприємство відремонтувало та передало військовим автомобіль Volkswagen Transporter, який прибув після виконання бойових завдань. Під час ремонту було замінено пружини, амортизатори, підшипники, кульові опори, стійки стабілізатора та закріплено термозахист.
У січні 2025 року, в межах міської програми «Захисник Києва», «АТП КМДА» переобладнало старий автобус МАЗ на сучасну мобільну школу для навчання керуванню FPV-дронами. Цей проєкт реалізовано спільно з Третьою штурмовою бригадою ЗСУ. Автобус оснащений потужним генератором, що забезпечує автономну роботу, та має 9 робочих місць, зручний диван, великий телевізор для демонстрації навчальних матеріалів, кавомашину та мінікухню. 

## Професійні інтереси

### Доступ до публічної інформації та відкриті дані
Дмитро Загуменний активно займається питаннями  доступу до публічної інформації та відкритих даних , що є одним з пріоритетних напрямів роботи апарату КМДА. Він підтримує ініціативи, спрямовані на забезпечення вільного доступу громадян до публічної інформації . 
Започаткував практику організації навчальних семінарів із доступу до публічної інформації, роботі з відкритими даними  та інших .
Ініціював створення онлайн-форми подачі запитів на доступ до публічної інформації  з метою максимального спрощення механізмів для діалогу мешканців із міською владою. 

### Розвиток електронного урядування
Дмитро Загуменний займається впровадженням електронного урядування в Києві. Основними напрямами діяльності є запровадження електронних сервісів комунікації з мешканцями та повний перехід на електронний документообіг у структурах КМДА.
Так, апарат КМДА відмовився від паперового документообігу, перейшовши на електронний. Також саме в апараті КМДА першим було запроваджено автоматичну реєстрацію вихідних документів.
У 2019 році Дмитро Загуменний ініціював напрацювання механізму, за яким виборці могли б змінювати місце голосування онлайн – за допомогою електронного цифрового підпису .
Завдяки впровадженню електронного врядування у столиці Київська міська державна адміністрація змогла продовжити ефективно працювати в умовах протиепідемічних заходів та обмежень у 2020 році, забезпечуючи повною мірою права громадян, зокрема представників медіа, юридичних осіб на звернення до міської влади.

### Розвиток системи надання безкоштовної юридичної допомоги
Для поліпшення доступності правової допомоги в Києві Дмитро Загуменний розвиває систему надання безкоштовних юридичних консультацій.
Однією з ключових ініціатив стало відкриття кабін  для безкоштовних юридичних відеоконсультацій у кожному районі столиці. Кабіни обладнані тач-скрін монітором для аудіо/відео зв'язку з юрисконсультом та камерою-сканером для сканування документів, що робить процес консультації максимально зручним та ефективним. Власне консультації надають фахівці юридичного відділу Контактного центру міста Києва (15-51).

### Розвиток міжнародних зв’язків столиці
На посаді керівника апарату КМДА Дмитро Загуменний курує взаємодію Києва з міжнародними партнерами .
Одним із важливих кроків у цьому напрямі була розробка Міської цільової програми зміцнення і розвитку міжнародних зв’язків на 2024-2025 роки , яку сформовано відповідно до викликів, спричинених повномасштабним вторгненням російської федерації в Україну. 
У 2021 році Київ підтримав Единбурзьку декларацію для субнаціональних урядів, міст та місцевих органів влади щодо всесвітньої концепції біорізноманіття на період після 2020 року.

## Нагороди та регалії
Має відзнаку Міністерства оборони України - медаль «За сприяння Збройним силам» та Орден Святого Миколи Чудотворця.